# محطة سكة حديد دوبولتي
محطة سكة حديد دوبولتي Dubulti Station هي محطة سكة حديد تقع على سكة حديد تورناكلنس توكومس 2 التابعة لشركة سكك حديد لاتفيا. 
تقع في حي دوبولتي بمدينة يورمالا، في منطقة ريغا عاصمة لاتفيا.

## تاريخ
افتتحت أول محطة في عام 1877.
أنشأ المبنى الخرساني الحالي على الطراز الحديث في عام 1977. ويشبه الهيكل الخرساني المنحوت موجة، ويُقال إنه أحدث مبنى محطة في جمهورية لاتفيا الاشتراكية السوفيتية. وصممها المهندس المعماري السوفيتي إيغورس يافينس (1903-1980).